# Thecomyia mathisi
Thecomyia mathisi är en tvåvingeart som beskrevs av Luciane Marinoni 2003. Thecomyia mathisi ingår i släktet Thecomyia och familjen kärrflugor. Inga underarter finns listade i Catalogue of Life.